# Lista de vereadores de Arraial do Cabo
Esta é a lista de vereadores de Arraial do Cabo, município brasileiro do estado do Rio de Janeiro.
A Câmara Municipal de Arraial do Cabo é formada por nove representantes.

## 9ª Legislatura (2021–2024)
Estes são os vereadores eleitos nas eleições de 15 de novembro de 2020, pelo período de 1° de janeiro de 2021 a 31 de dezembro de 2024:
| Mesa Diretora (2021-2022)         |                       |                        |                           |
| Nome                              | Início do mandato     | Fim do mandato         | Cargo                     |
| Ângelo de Macedo Alves (PSL)      | 1º de janeiro de 2021 | 31 de dezembro de 2022 | Presidente da Câmara      |
| Cleyton da Costa Barreto (PV)     | 1º de janeiro de 2021 | 31 de dezembro de 2022 | Vice-presidente da Câmara |
| Tayron Carlos Alvarengas (DEM)    | 1º de janeiro de 2021 | 31 de dezembro de 2022 | 1º Secretário             |
| Alexandre Barreto Ferreira (Rep.) | 1º de janeiro de 2021 | 31 de dezembro de 2022 | 2º Secretário             |

|   | Nome                                                                      | Partido                                        | Votos | %    | Observações |
| - | ------------------------------------------------------------------------- | ---------------------------------------------- | ----- | ---- | ----------- |
| 1 | Genival Alves Pacheco Junior, Junior Chuchu (Cabo Frio, 18.08.1986–)      | Partido Verde (PV)                             | 1.198 | 5,17 | 1º mandato  |
| 2 | Ayron Pinto Freixo (Cabo Frio, 01.03.1986–)                               | REPUBLICANOS                                   | 1.075 | 4,64 | 3º mandato  |
| 3 | Alexandre Barreto Ferreira, Galego (Rio de Janeiro, 01.08.1972–)          | REPUBLICANOS                                   | 967   | 4,18 | 2º mandato  |
| 4 | Cleyton da Costa Barreto (Cabo Frio, 01.02.1982–)                         | Partido Verde (PV)                             | 961   | 4,15 | 2º mandato  |
| 5 | Pedro Reis Cajueiro de Andrade, Pedro Cajú (Arraial do Cabo, 05.06.1988–) | Partido Social Liberal (PSL)                   | 708   | 3,06 | 1º mandato  |
| 6 | Ângelo de Macedo Alves, Shogum (2021-2022) (Arraial do Cabo, 18.12.1977–) | Partido Social Liberal (PSL)                   | 613   | 2,65 | 2º mandato  |
| 7 | Juliano Felizardo Bastos, Juliano do Distrito (Cabo Frio, 14.07.1985–)    | Partido Social Democrático (PSD)               | 545   | 2,35 | 1º mandato  |
| 8 | Tayron Carlos Alvarenga, Professor Tayron (Arraial do Cabo, 23.08.1991–)  | Democratas (DEM)                               | 435   | 1,88 | 1º mandato  |
| 9 | Mário Sérgio Ribeiro da Silva, Tuquinha (Arraial do Cabo, 27.08.1975–)    | Partido da Social Democracia Brasileira (PSDB) | 381   | 1,65 | 1º mandato  |

## 8ª Legislatura (2017–2020)
Estes são os vereadores eleitos nas eleições de 2 de outubro de 2016, pelo período de 1° de janeiro de 2017 a 31 de dezembro de 2020:
|   | Nome                                                                         | Partido                                            | Votos | %    | Observações |
| - | ---------------------------------------------------------------------------- | -------------------------------------------------- | ----- | ---- | ----------- |
| 1 | Eliton Porto dos Santos, Ton (Cabo Frio, 09.11.1984–)                        | Partido Comunista do Brasil (PCdoB)                | 1.432 | 6,96 | 1º mandato  |
| 2 | Sppencer Cardoso dos Santos (Arraial do Cabo, 07.08.1987–)                   | Partido do Movimento Democrático Brasileiro (PMDB) | 1.117 | 5,43 | 1º mandato  |
| 3 | Luciano Farias Aguiar, Tequinho (Arraial do Cabo, 13.05.1975–)               | Partido Popular Socialista (PPS)                   | 1.046 | 5,09 | 2º mandato  |
| 4 | Thiago Felix dos Santos, Fantinha (2017-2018) (Arraial do Cabo, 14.08.1980–) | Partido Social Cristão (PSC)                       | 1.011 | 4,92 | 2º mandato  |
| 5 | Cleyton da Costa Barreto (2019-2020) (Arraial do Cabo, 01.02.1982–)          | Partido Trabalhista Brasileiro (PTB)               | 818   | 3,98 | 1º mandato  |
| 6 | Ayron Pinto Freixo (Cabo Frio, 01.03.1986–)                                  | Partido Republicano Brasileiro (PRB)               | 712   | 3,46 | 2º mandato  |
| 7 | Davi Siciliano Moraes, Pancinha (Rio de Janeiro, 23.04.1987–)                | Partido Verde (PV)                                 | 681   | 3,31 | 1º mandato  |
| 8 | Alexandre Barreto Ferreira, Galego (Arraial do Cabo, 01.08.1972–)            | Partido Ecológico Nacional (PEN)                   | 561   | 2,73 | 1º mandato  |
| 9 | Edilmar da Silva, Neném da Cabocla (São Pedro da Aldeia, 30.07.1967–)        | Partido Verde (PV)                                 | 469   | 2,28 | 1º mandato  |

## 7ª Legislatura (2013–2016)
Estes são os vereadores eleitos nas eleições de 7 de outubro de 2012, pelo período de 1° de janeiro de 2013 a 31 de dezembro de 2016:
|   | Nome                                                                          | Partido                                            | Votos | %    | Observações |
| - | ----------------------------------------------------------------------------- | -------------------------------------------------- | ----- | ---- | ----------- |
| 1 | Renato Martins Vianna, Renatinho Vianna (Cabo Frio, 31.07.1974–)              | Partido do Movimento Democrático Brasileiro (PMDB) | 1.103 | 5,41 | 1º mandato  |
| 2 | Walter Felix Cardoso Junior, Piolho (2013) (Arraial do Cabo, 01.10.1977–)     | Partido Social Democrático (PSD)                   | 888   | 4,36 | 3º mandato  |
| 3 | Thiago Felix dos Santos, Fantinha (Arraial do Cabo, 14.08.1980–)              | Partido Socialista Cristão (PSC)                   | 856   | 4,20 | 1º mandato  |
| 4 | Luciano Farias Aguiar, Tequinho (2015-2016) (Arraial do Cabo, 13.05.1975–)    | Partido Popular Socialista (PPS)                   | 843   | 4,13 | 1º mandato  |
| 5 | Luciano Teixeira Franco, Beço da Pitangueira (Arraial do Cabo, 10.02.1972–)   | Partido Verde (PV)                                 | 737   | 3,61 | 1º mandato  |
| 6 | Sérgio Lopes de Oliveira Carvalho, Serginho (Rio de Janeiro, 15.06.1950–)     | Partido Humanista da Solidariedade (PHS)           | 662   | 3,25 | 1º mandato  |
| 7 | Edson Almenara da Costa Junior, Almenara (Campos dos Goytacazes, 25.07.1974–) | Partido Verde (PV)                                 | 661   | 3,24 | 2º mandato  |
| 8 | Ayron Pinto Freixo (Cabo Frio, 01.03.1986–)                                   | Partido dos Trabalhadores (PT)                     | 589   | 2,89 | 1º mandato  |
| 9 | Maria Amaral da Cruz (Itaocara, 03.04.1947–)                                  | Partido do Movimento Democrático Brasileiro (PMDB) | 558   | 2,74 | 2º mandato  |

## 6ª Legislatura (2009–2012)
Estes são os vereadores eleitos nas eleições de 5 de outubro de 2008, pelo período de 1° de janeiro de 2009 a 31 de dezembro de 2012:
|   | Nome                                                                           | Partido                                            | Votos | %    | Observações |
| - | ------------------------------------------------------------------------------ | -------------------------------------------------- | ----- | ---- | ----------- |
| 1 | Francisco de Assis Teixeira Soares (Arraial do Cabo, 06.08.1967–)              | Partido Democrático Trabalhista (PDT)              | 667   | 3,66 | 1º mandato  |
| 2 | Walter Felix Cardoso Junior, Piolho (Arraial do Cabo, 01.10.1977–)             | Partido Democrático Trabalhista (PDT)              | 641   | 3,51 | 2º mandato  |
| 3 | Eduardo Andrade da Rocha, Dudu de Nardinho (Cabo Frio, 28.05.1964–)            | Partido Democrático Trabalhista (PDT)              | 635   | 3,48 | 3º mandato  |
| 4 | Carla Celeste Suzana Moreira (2009-2010) (Cabo Frio, 10.02.1971–)              | Partido Trabalhista Nacional (PTN)                 | 514   | 2,82 | 2º mandato  |
| 5 | Fabrício Vargas da Silva (Cabo Frio, 13.05.1983–)                              | Partido do Movimento Democrático Brasileiro (PMDB) | 405   | 2,22 | 1º mandato  |
| 6 | Arivaldo Cavalcanti Filho, Dinho (2011-2012) (Rio Formoso, 27.11.1964–)        | Partido Republicano Brasileiro (PRB)               | 386   | 2,12 | 1º mandato  |
| 7 | Maria Amaral da Cruz (Itaocara, 03.04.1947–)                                   | Partido do Movimento Democrático Brasileiro (PMDB) | 371   | 2,03 | 1º mandato  |
| 8 | Edson Almenara da Costa Junior, Almenara (Campos dos Goytacazes, 25.07.1974–)  | Partido Verde (PV)                                 | 316   | 1,73 | 1º mandato  |
| 9 | Edilmar da Silva, Nenem do Morro da Cabocla (São Pedro da Aldeia, 30.07.1967–) | Partido Verde (PV)                                 | 301   | 1,65 | 1º mandato  |

## 5ª Legislatura (2005–2008)
Estes são os vereadores eleitos nas eleições de 3 de outubro de 2004, pelo período de 1° de janeiro de 2005 a 31 de dezembro de 2008:
|   | Nome                                                                           | Partido                                           | Votos | %    | Observações |
| - | ------------------------------------------------------------------------------ | ------------------------------------------------- | ----- | ---- | ----------- |
| 1 | Ângelo de Macedo Alves, Shogum (Arraial do Cabo, 18.12.1977–)                  | Partido Comunista do Brasil (PCdoB)               | 652   | 3,67 | 1º mandato  |
| 2 | Walter Felix Cardoso Junior, Piolho (2007-2008) (Arraial do Cabo, 01.10.1977–) | Partido Popular Socialista (PPS)                  | 636   | 3,58 | 1º mandato  |
| 3 | Reginaldo Mendes Leite (Cambuci, 25.08.1972–)                                  | Partido dos Trabalhadores (PT)                    | 538   | 3,03 | 1º mandato  |
| 4 | Almir dos Santos Teixeira (2005-2006) (Arraial do Cabo, 19.12.1955–)           | Partido Democrático Trabalhista (PDT)             | 534   | 3,01 | 4º mandato  |
| 5 | Rômulo Leonardo Plácido da Costa, Léo (Arraial do Cabo, 30.09.1974–)           | Partido Democrático Trabalhista (PDT)             | 523   | 2,94 | 1º mandato  |
| 6 | David Dutra de Oliveira (Rio de Janeiro, 03.05.1958–)                          | Partido de Reedificação da Ordem Nacional (PRONA) | 472   | 2,66 | 1º mandato  |
| 7 | Eduardo Andrade da Rocha, Dudu (Cabo Frio, 28.05.1964–)                        | Partido Democrático Trabalhista (PDT)             | 468   | 2,63 | 2º mandato  |
| 8 | Carla Celeste Suzana Moreira (Cabo Frio, 10.02.1971–)                          | Partido Verde (PV)                                | 322   | 1,81 | 1º mandato  |
| 9 | Cristiano da Silva Pimentel, DJ (Rio de Janeiro, 11.03.1978–)                  | Partido Verde (PV)                                | 314   | 1,77 | 1º mandato  |

## 4ª Legislatura (2001–2004)
Estes são os vereadores eleitos nas eleições de 1º de outubro de 2000, pelo período de 1° de janeiro de 2001 a 31 de dezembro de 2004:
|    | Nome                                                                  | Partido                                            | Votos | %    | Observações |
| -- | --------------------------------------------------------------------- | -------------------------------------------------- | ----- | ---- | ----------- |
| 1  | Eduardo Andrade da Rocha (Cabo Frio, 28.05.1964–)                     | Partido da Frente Liberal (PFL)                    | 565   | 3,37 | 1º mandato  |
| 2  | Vera Lúcia Simas, Lucinha (Cabo Frio, 02.07.1957–)                    | Partido Socialista Brasileiro (PSB)                | 449   | 2,68 | 1º mandato  |
| 3  | Emmanoel Teixeira Pontes (Belém, 24.12.1945–)                         | Partido da Frente Liberal (PFL)                    | 425   | 2,53 | 3º mandato  |
| 4  | Eduardo Andrade da Rocha (Santana do Matos, 19.08.1949–)              | Partido Socialista Brasileiro (PSB)                | 409   | 2,44 | 1º mandato  |
| 5  | Almir dos Santos Teixeira (Arraial do Cabo, 19.12.1955–)              | Partido Democrático Trabalhista (PDT)              | 396   | 2,36 | 3º mandato  |
| 6  | Luiz Alberto Teixeira (2001-2002) (Cabo Frio, 06.06.1962–)            | Partido Progressista Brasileiro (PPB)              | 363   | 2,16 | 3º mandato  |
| 7  | Ary Vianna dos Santos, Arizinho (Arraial do Cabo, 31.12.1953–)        | Partido do Movimento Democrático Brasileiro (PMDB) | 352   | 2,10 | 1º mandato  |
| 8  | Assed Faria (Campos dos Goytacazes, 03.12.1949–)                      | Partido Democrático Trabalhista (PDT)              | 335   | 2,00 | 2º mandato  |
| 9  | Jadir Martins Leal Barreto (2003-2004) (Arraial do Cabo, 26.08.1958–) | Partido Socialista Brasileiro (PSB)                | 314   | 1,87 | 2º mandato  |
| 10 | Bernardino de Mello Vianna (Arraial do Cabo, 07.05.1941–)             | Partido Progressista Brasileiro (PPB)              | 309   | 1,84 | 3º mandato  |
| 11 | Izaac Olegário de Oliveira (Santa Maria Madalena, 20.09.1969–)        | Partido Verde (PV)                                 | 253   | 1,51 | 1º mandato  |

## 3ª Legislatura (1997–2000)
Estes são os vereadores eleitos nas eleições de 3 de outubro de 1996, pelo período de 1° de janeiro de 1997 a 31 de dezembro de 2000:
|    | Nome                                                                            | Partido                                        | Votos | %    | Observações |
| -- | ------------------------------------------------------------------------------- | ---------------------------------------------- | ----- | ---- | ----------- |
| 1  | Wanderson Cardoso de Brito (Arraial do Cabo, 28.05.1967–)                       | Partido da Social Democracia Brasileira (PSDB) | 544   | 3,92 | 2º mandato  |
| 2  | Almir dos Santos Teixeira (Arraial do Cabo, 19.12.1955–)                        | Partido Democrático Trabalhista (PDT)          | 449   | 3,24 | 2º mandato  |
| 3  | Carlos Antonio Alcântara de Souza Corrêa (Arraial do Cabo, 23.05.1960–)         | Partido Democrático Trabalhista (PDT)          | 421   | 3,04 | 3º mandato  |
| 4  | Emmanoel Teixeira Pontes (Belém, 24.12.1945–)                                   | Partido Democrático Trabalhista (PDT)          | 394   | 2,84 | 2º mandato  |
| 5  | Oswaldo Jacyntho Junior (Rio de Janeiro, 25.09.1942–)                           | Partido da Frente Liberal (PFL)                | 372   | 2,68 | 1º mandato  |
| 6  | Luiz Alberto Teixeira (1997-1999) (Cabo Frio, 06.06.1962–)                      | Partido da Frente Liberal (PFL)                | 343   | 2,47 | 2º mandato  |
| 7  | Luís Humberto Purger Pereira (26.10 a 31.12.2000)                               | Partido da Frente Liberal (PFL)                | 341   | 2,46 | 1º mandato  |
| 8  | Marina Basílio Alves Gomes (Rio Grande do Norte, 19.08.1949–)                   | Partido da Social Democracia Brasileira (PSDB) | 327   | 2,36 | 1º mandato  |
| 9  | Bernardino de Mello Vianna (Arraial do Cabo, 07.05.1941–)                       | Partido Progressista Brasileiro (PPB)          | 320   | 2,31 | 2º mandato  |
| 10 | José Carlos Vicente Martins (01,01 a 25.10.2000) (Arraial do Cabo, 19.12.1962–) | Partido da Social Democracia Brasileira (PSDB) | 299   | 2,16 | 2º mandato  |
| 11 | Oscar Corrêa Pita Filho (Arraial do Cabo, 02.02.1949–)                          | Partido Progressista Brasileiro (PPB)          | 151   | 1,09 | 1º mandato  |

## 2ª Legislatura (1993–1996)
Estes são os vereadores eleitos nas eleições de 3 de outubro de 1992, pelo período de 1° de janeiro de 1993 a 31 de dezembro de 1996:
|    | Nome                                                                    | Partido                                            | Votos | Observações |
| -- | ----------------------------------------------------------------------- | -------------------------------------------------- | ----- | ----------- |
| 1  | José Carlos Humberto Faria Pereira (??, 15.09.1932–)                    | Partido da Frente Liberal (PFL)                    | 431   | 2º mandato  |
| 2  | Assed Faria (Campos dos Goytacazes, 03.12.1949–)                        | Partido da Frente Liberal (PFL)                    | 327   | 1º mandato  |
| 3  | Lenilda Mendonça Fialho                                                 | Partido Democrático Trabalhista (PDT)              | 320   | 1º mandato  |
| 4  | Almir dos Santos Teixeira (Arraial do Cabo, 19.12.1955–)                | Partido da Frente Liberal (PFL)                    | 320   | 1º mandato  |
| 5  | Jadir Martins Leal Barreto (Arraial do Cabo, 26.08.1958–)               | Partido Democrático Trabalhista (PDT)              | 312   | 2º mandato  |
| 6  | Bernardino de Mello Vianna (Arraial do Cabo, 07.05.1941–)               | Partido Trabalhista Renovador (PTR)                | 289   | 1º mandato  |
| 7  | Emmanoel Teixeira Pontes (Belém, 24.12.1945–)                           | Partido Democrático Trabalhista (PDT)              | 287   | 1º mandato  |
| 8  | Carlos Antonio Alcântara de Souza Corrêa (Arraial do Cabo, 23.05.1960–) | Partido do Movimento Democrático Brasileiro (PMDB) | 240   | 2º mandato  |
| 9  | Wanderson Cardoso de Brito (Arraial do Cabo, 28.05.1967–)               | Partido Social Trabalhista (PST)                   | 213   | 1º mandato  |
| 10 | Luiz Alberto Teixeira (1995-1996) (Cabo Frio, 06.06.1962–)              | Partido Comunitário Nacional (PCN)                 | 180   | 1º mandato  |
| 11 | José Carlos Vicente Martins (Arraial do Cabo, 19.12.1962–)              | Partido da Mobilização Nacional (PMN)              | 147   | 1º mandato  |

## 1ª Legislatura (1989–1992)
Estes são os vereadores eleitos nas eleições de 15 de novembro de 1988, pelo período de 1° de janeiro de 1989 a 31 de dezembro de 1992:
|    | Nome                                                                    | Partido                                            | Votos | Observações |
| -- | ----------------------------------------------------------------------- | -------------------------------------------------- | ----- | ----------- |
| 1  | José Carlos Humberto Faria Pereira (??, 15.09.1932–)                    | Partido do Movimento Democrático Brasileiro (PMDB) | 316   | 1º mandato  |
| 2  | Carlos Alberto Conceição da Cunha                                       | Partido Democrático Trabalhista (PDT)              | 292   | 1º mandato  |
| 3  | Francisco de Assis Rodrigues (1989-1990) (Arraial do Cabo, 24.03.1957–) | Partido Democrático Trabalhista (PDT)              | 247   | 2º mandato  |
| 4  | Joanita Leite Duarte de Mello (Pernambuco, 23.11.1928–)                 | Partido Democrático Trabalhista (PDT)              | 236   | 1º mandato  |
| 5  | Carlos Antonio Alcântara de Souza Corrêa (Arraial do Cabo, 23.05.1960–) | Partido do Movimento Democrático Brasileiro (PMDB) | 232   | 1º mandato  |
| 6  | Francisco Antônio Leite (??, 20.06.1958–)                               | Partido da Frente Liberal (PFL)                    | 231   | 1º mandato  |
| 7  | João Batista Cerqueira Coelho                                           | Partido do Movimento Democrático Brasileiro (PMDB) | 229   | 2º mandato  |
| 8  | Laerte Pessoa Cardoso (Cabo Frio, 28.05.1959–)                          | Partido do Movimento Democrático Brasileiro (PMDB) | 223   | 2º mandato  |
| 9  | Geraldino Farias Neves (Arraial do Cabo, 26.07.1939–)                   | Partido Democrático Trabalhista (PDT)              | 216   | 1º mandato  |
| 10 | Jadir Martins Leal Barreto (Arraial do Cabo, 26.08.1958–)               | Partido Socialista Brasileiro (PSB)                | 166   | 1º mandato  |
| 11 | Maria Anita Mureb Ribeiro                                               | Partido Verde (PV)                                 | 137   | 1º mandato  |

## Legislatura de 1986–1988
Estes são os vereadores eleitos nas eleições de 15 de novembro de 1985, pelo período de 1° de janeiro de 1986 a 31 de dezembro de 1988:
|    | Nome                                                               | Partido                                            | Votos | Observações |
| -- | ------------------------------------------------------------------ | -------------------------------------------------- | ----- | ----------- |
| 1  | Joilson Almenara Campanate (Itaperuna, 1963–Cabo Frio, 19.09.1999) | Partido do Movimento Democrático Brasileiro (PMDB) | 600   | 1º mandato  |
| 2  | Laerte Pessoa Cardoso (Cabo Frio, 28.05.1959–)                     | Partido Democrático Trabalhista (PDT)              | 502   | 1º mandato  |
| 3  | David Dutra de Oliveira (Rio de Janeiro, 03.05.1958–)              | Partido do Movimento Democrático Brasileiro (PMDB) | 361   | 1º mandato  |
| 2  | Walter Soares Cardoso                                              | Partido Democrático Trabalhista (PDT)              | 341   | 1º mandato  |
| 5  | João Francisco Nunes Ruiz                                          | Partido do Movimento Democrático Brasileiro (PMDB) | 323   | 1º mandato  |
| 6  | Expedito Soares da Silva                                           | Partido do Movimento Democrático Brasileiro (PMDB) | 311   | 1º mandato  |
| 7  | Francisco de Assis Rodrigues (Arraial do Cabo, 24.03.1957–)        | Partido do Movimento Democrático Brasileiro (PMDB) | 307   | 1º mandato  |
| 8  | Francisco Carlos de Almeida Pádua                                  | Partido do Movimento Democrático Brasileiro (PMDB) | 267   | 1º mandato  |
| 9  | Doroci Marvila Pereira                                             | Partido Democrático Trabalhista (PDT)              | 229   | 1º mandato  |
| 10 | Waldir Sampaio                                                     | Partido Democrático Trabalhista (PDT)              | 223   | 1º mandato  |
| 11 | João Batista Cerqueira Coelho                                      | Partido da Frente Liberal (PFL)                    | 134   | 1º mandato  |

## Legenda
| Cor  | Significado          |
| Bege | Presidente da Câmara |
| Azul | Suplente             |